# Laureana Toledo
Laureana Toledo (Ixtepec, Oaxaca 1970) es una artista visual mexicana. Su trabajo se centra en investigar las relaciones entre distintos medios y lenguajes así como la asimilación de la cultura popular y sus modos de lectura.  La mayoría de sus obras se entrecruzan en los ámbitos de la fotografía, la música y la poesía creando un concepto ambiguo, donde se busca crear nuevas maneras de revelar e interpretar el material existente.

## Trayectoria
A lo largo de su trayectoria ha expuesto sus obras de manera individual y colectiva en espacios como Eastside Projects en Birmingham, la Whitechapel Gallery en Londres, el Museo de Arte Moderno de México, y RedCat en Los Ángeles, entre muchos otros.  Ha gestado proyectos como curadora y en colaboración con Francis Alys, David Byrne, Lourdes Grobet, y el grupo The Limit, entre otros. Fundó en 1994 el Programa Integral de Fotografía del Centro de la Imagen en México, es tutora de becas de Jóvenes Creadores del FONCA y forma parte del Consejo de Artistas de SOMA ( Es un espacio que permite estimular el diálogo y la colaboración entre artistas y agentes culturales de diferentes contextos, disciplinas y generaciones) . También ha tenido varias participaciones como editora, en la revista de fotografía Luna Córnea, y columnista del semanario mexicano Frente. Actualmente reparte su tiempo entre la Ciudad de México y Londres, en donde recién terminó una residencia como artista internacional invitada en Gasworks y elaboró una pieza en colaboración con el bajista John Taylor. Laureana pertenece al Sistema Nacional de Creadores del FONCA y es acreedora del premio Grants and Acquisitions de la Fundación Cisneros-Fontanals.

## Obras
Sus exposiciones individuales incluyen Galería OMR, Galería de Arte Mexicano, Galería Juan Martín, Pinacoteca Diego Rivera de Jalapa, Galería de Arte Contemporáneo (México), Schloß Buchsenhaussen (Austria). Ha pariticipado en exposiciones colectivas en México y países como Suecia, Estados Unidos, Inglaterra, Francia, Dinamarca y Austria. En 2001 coordinó el Programa Integral de Fotografía del Centro de la Imagen, impartió clases en la Universidad del Claustro de Sor Juana, coordinó también el Programa de Tutorías en Ex-Teresa Arte Actual.
Su obra forma parte de importantes colecciones nacionales e internacionales como The Brooklyn Museum of Art, Santa Mónica Museum of Art, Centro de la Imagen, México. Instituto de Artes Gráficas de Oaxaca, México. Arm & Hammer Museum, USA, La Colección Jumex, México.